# Telenet
Telenet Group is een Vlaamse aanbieder van televisie, internet en telefonie. Het bedrijf is in 1996 opgericht en is gevestigd in Mechelen. Na een bod op alle aandelen is het bedrijf in 2023 volledig in handen gekomen van Liberty Global en is de beursnotering per 13 oktober 2023 beëindigd.

## Geschiedenis

### Aanloop
De eerste Vlaamse regering-Van den Brande lanceerde in 1992 het project Vlaanderen-Europa 2002. Het doel van het project was om tot een langetermijnvisie te komen omtrent overheidsbeleid op allerlei domeinen, onder meer de kenniseconomie. Een jaar later werd de bevoegdheid voor wetenschap en technologie grotendeels overgedragen naar de gewesten. De Vlaamse regering startte in 1994 het Actieprogramma Informatietechnologie om het onderzoek en de ontwikkeling van ICT-technologieën een stimulans te geven. In 1995 werd het project Telenet Vlaanderen opgestart. Het project was niet alleen bedoeld om technologische innovatie te stimuleren, maar ook als communautaire hefboom. In november van dat jaar wordt een voorstel van decreet ingediend dat de intercommunales machtigt om deel te nemen aan een vennootschap waaraan de bevoegde overheid de uitbouw en exploitatie van het kabelnetwerk in Vlaanderen tot een interactief communicatienetwork toevertrouwt.

### Oprichting
In september 1996 werd Telenet officieel opgericht als telefoonoperator met de bedoeling om op een later ogenblik ook internetdiensten aan te bieden. De initiatiefnemers waren de gemengde intercommunales, de GIMV, de Amerikaanse telecomoperator US West (later MediaOne) en enkele financiële instellingen.
Telenet slaagde erin de bouw van haar glasvezelnetwerk in Vlaanderen in juli 1997 af te ronden. Een maand later lanceert het bedrijf breedbandinternetdiensten voor een beperkt aantal klanten in de regio's Mechelen en Hoboken. Op 14 november 1997 huldigt minister-president Luc Van den Brande in aanwezigheid van de minister van telecommunicatie Elio Di Rupo de nieuwe gebouwen van Telenet aan de Liersesteenweg in Mechelen in.
Met ingang van januari 1998 werd het aanbod van Telenet uitgebreid met particuliere telefoniediensten. Hiermee werd het bedrijf de tweede aanbieder van vaste telefonie voor huishoudelijke klanten. Dit was enkel mogelijk omdat aangepaste wetgeving het vroegere Belgacom-monopolie ophief.
In augustus 1999 werd aandeelhouder MediaOne overgenomen door AT&T. Twee jaar later besloot de nieuwe eigenaar om al haar internationale activiteiten van de hand te doen en zich te focussen op haar thuismarkt. Het belang in Telenet werd verdeeld onder de andere drie aandeelhouders. Op 21 februari 2001 werd Callahan Associates de nieuwe meerderheidsaandeelhouder van Telenet met nagenoeg 54 procent van de aandelen. Duco Sickinghe werd aangesteld als bestuursvoorzitter van het bedrijf.
Telenet verwierf in augustus 2002 1,6 miljoen analoge kabeltelevisiediensten. Het bedrijf startte met de levering van deze diensten na de overname van de activiteiten van de gemengde intercommunales. Enkele maanden later, in december, overschreed het aantal internet- en telefonieabonnees de kaap van 500.000, waaronder 200.000-tal internetklanten.
In 2003 wist Telenet drie strategische aankopen af te ronden: Codenet, Sinfilo en Canal+. Codenet was een aanbieder van breedbandinternet, data en spraakdiensten en zou fungeren als de brug naar professionele klanten en werd omgetoverd tot Telenet Solutions. Met Canal+ Vlaanderen gebruikte Telenet het eigen netwerk én het netwerk van derden. Via deze aankoop kon het bedrijf alle kabelabonnees in Vlaanderen zowel sportwedstrijden, films als andere gespecialiseerde inhoud aanbieden, naast het beschikbare analoge basispakket. Deze dienst van Telenet werd Prime. Sinfilo was actief op het terrein van hotspot-verbindingen. Daardoor beschikte Telenet na de overname over geïnstalleerde en operationele Wi-Fi-hotspots in heel België.

### Liberty Global
Op 25 oktober 2004 trad Liberty Global, destijds nog Liberty Media International, toe tot het aandeelhouderschap van Telenet door Callahan gedeeltelijk uit te kopen.
In september 2005 lanceerde Telenet digitale televisie, de interactieve digitale televisie (iDTV) en Prime, de opvolger van Canal+. En in oktober volgde een beursgang op Euronext Brussels.
Hypertrust werd in februari 2006 overgenomen door Telenet, wat op dat moment 1 miljoen internet- en telefonieklanten aan zich had gebonden. In juli werd, in samenwerking met Mobistar, Telenet Mobile gelanceerd. Dat jaar realiseerde het bedrijf voor het eerst in haar geschiedenis winst van 5,5 miljoen euro. De omzet was gegroeid tot 813 miljoen euro. Hierin werd de verkoop van Phone Plus meegerekend, waarop 3 miljoen euro verlies werd gemaakt.
Telenet nam in januari 2007 UPC Belgium over en kreeg daarmee voor het eerst klanten in het Brussels Hoofdstedelijk Gewest. Aan het einde van dat jaar begon Telenet met high-definition television.
In 2008 werd voor ongeveer 5 miljoen euro hostingprovider Hostbasket overgenomen. Hostbasket bleef evenwel onafhankelijk actief onder de eigen merknaam. In juni 2008 werd een definitief akkoord bereikt met Interkabel over de verkoop van bijna 800.000 televisieklanten aan Telenet. Een maand later sloten Telenet en Videohouse een overeenkomst voor de exploitatie van facilitaire diensten voor Prime en video on demand. Ook sloot het bedrijf een intentieovereenkomst met Vgas om hun gaming media samen te voegen. In oktober bereikten de Vlaamse openbare kabelmaatschappijen, Interkabel en Telenet een akkoord over de verwerving van de analoge en digitale klantenbasis en over de koop en lease van bepaalde netwerkonderdelen door Telenet. Hierdoor bestreek Telenet het gehele Vlaams Gewest, met uitzondering van de gemeenten Voeren, Drogenbos en Wemmel.
Telenet nam in juni 2009 de Belgische filialen van BelCompany over en wist voor drie jaar de betaaltelevisierechten van de UEFA Champions League te verwerven.

### Verdere uitbreiding
In februari 2010 werd FiberNet geïntroduceerd, een nieuwe internetabonnement gebruikmakend van het Euro-DOCSIS 3-protocol met snelheden tot 100 Mbit/s. In de zomer van 2010 nam Telenet het Belgische internetbeveiligingsbedrijf C-CURE over. Aan het einde van het jaar werd met Yelo wederom een nieuwe dienst geïntroduceerd die het mogelijk maakt tv-programma's op iPad of iPhone te bekijken.
Telenet stelde zich, samen met de Waalse partner Tecteo, in mei 2011 kandidaat voor de vierde 3G-licentie in België. Een maand later versterkte het bedrijf het aanbod van haar sportkanaal Prime Sport door de betaaltelevisierechten van de Belgische voetbalcompetitie te bemachtigen. De naam van het sportkanaal werd enkele weken later verandert in Sporting Telenet.
Het bedrijf introduceerde in juli 2012 digitale televisie via de ether onder de naam Teletenne. Aan het einde van 2012 had Telenet 500.000 klanten voor mobiele telefonie.
Grootaandeelhouder Liberty Global probeerde in januari 2013 om Telenet volledig over te nemen en van de beurs te halen, maar slaagde hier niet in. Op 5 maart 2013 maakte bestuursvoorzitter Duco Sickinghe bekend het bedrijf na twaalf jaar te verlaten. Hij werd opgevolgd door John Porter. In juni 2013 lanceerde Telenet "TV met een kaartje". Door een CI+-module met smartcard in het televisietoestel te plaatsen kon de klant televisie kijken in digitale beeld- en geluidskwaliteit, zonder decoder of extra kabels.
Teletenne stopte al in april 2014 met uitzenden. In mei 2014 lanceerde Telenet een servicebeleid voor aangekochte decoders. Hiermee reageerde het bedrijf op de reacties van haar klanten naar aanleiding van de aangekondigde stopzetting van ondersteuning van de Standaard Definitie (SD)-decoders per 2 september 2013. Telenet maakte bekend dat het fors zou investeren in jong Vlaams digitaal ondernemerstalent. De volgende twee jaar zou Telenet in totaal 1 miljoen euro investeren in innovatie-trajecten van jonge lokale ondernemers en zo Vlaanderen nog sterker op de kaart te zetten op het vlak van innovatie. In december 2014 lanceerde Telenet Play en Play More.
Op 24 februari 2015 werd de 50 procent participatie van Telenet in De Vijver Media goedgekeurd door de Europese Commissie. Enkele maanden later, op 20 april 2015, werd BASE, de Belgische dochter van KPN, overgenomen voor 1,325 miljard euro. Deze overname werd op 4 februari 2016 goedgekeurd door de Europese Commissie.
In juli 2015 werd sportzender Sporting Telenet hernoemd tot Play Sports. Het ging minder voetbal aanbieden, maar wel een breder aanbod aan andere sporten. Vanaf 5 december van dat jaar bood Telenet de Play Sports-abonnees de zenders van Eleven Sports Network aan, waardoor het oorspronkelijke voetbalaanbod verder werd uitgebreid.
Telenet nam in 2017 SFR BeLux over dat hoofdzakelijk actief was in Brussel en Luxemburg.
Na de eerdere participatie in De Vijver Media werd in maart 2018 het bedrijf helemaal overgenomen, waardoor Telenet ook de televisiezenders VIER, VIJF, ZES en productiehuis Woestijnvis in handen kreeg.
Telenet bracht in september 2019 een toestel uit dat 4K ondersteunde, genaamd de "TV-Box", die apps zoals Netflix en YouTube ondersteunde. Met dit toestel kwam er ook een nieuwe Telenet TV-app. Deze app werd de vervanger van Yelo Play die niet compitabel was met dit nieuwe toestel.
Na een eerdere uitbreiding van de samenwerking met Home Box Office (HBO) werd er in 2020 ook een samenwerking geïnitieerd met Lunanime en Netflix. In de tussentijd had Telenet haar databundels van WIGO 25- en WIGO 40-abonnementen verhoogt tegen dezelfde prijs. Op 14 september 2020 werd begonnen met streamingdienst Streamz, in samenwerking met DPG Media. Telenet-klanten met een Apple TV-mediastreamer of een televisie met het Android TV-besturingssysteem konden per 15 december 2020 voortaan gebruik gaan maken van de tv-app (die enkel samenwerkt met de nieuwe TV-Box van het bedrijf). Daarmee konden ze het televisieaanbod van Telenet naar een tweede scherm brengen, zonder extra decoder. De tv-app werkte overal binnen de Europese Unie en bood dus ook uitkomst op vakantie of in een tweede verblijf in het buitenland, dit was de derde soortgelijke app van het bedrijf die op tvOS en Android TV draait, naast Streamz en Yugo waren er ook plannen om de Yelo Play-app uit te brengen op Android TV en Apple TV.

### Play-zenders
Telenet voerde in januari 2021 grote wijzigingen door bij haar televisiezenders VIER, VIJF en ZES. De namen werden gewijzigd in Play4, Play5 en Play6 door de algemene televisiezenders van Telenet ook onder de Play-familie te brengen. Telenet ging ook van start met GoPlay, een gratis streamingdienst waarop alle programma's van de Play-televisiezenders te zien zijn. Op 2 april 2021 werd begonnen meet de nieuwe zender Play7 voor een vrouwelijk kijkerspubliek. De programma's werden vooraf al eens uitgezonden op Play5, maar omdat die zender een pitterige invulling kreeg, werden sommige series en films verplaats naar het nieuwe Play7. In diezelfde maand herschikte Telenet haar abonnementen. Het familie-abonnement Wigo en Yugo werden opgevolgd door One en One Up.
Op 1 juni 2022 werd de verkoop van mobiele telecommasten aan DigitalBridge Investments afgerond. Deze transactie resulteerde in een boekwinst van 372 miljoen euro voor Telenet. Op 1 oktober 2022 werd het aandelenbelang in mediabedrijf Caviar uitgebreid met 21 procent. Het belang van Telenet kwam daarmee op 70 procent. Vanaf dat moment worden de resultaten van Caviar geconsolideerd.
Door een bod op alle aandelen van Telenet van 21 euro per aandeel heeft Liberty Global haar belang in de groep in juli 2023 verhoogd naar 93,23 procent. Het bedrijf verlengde het bod om de resterende aandelen ook in handen te krijgen en in september rondde Liberty Global de overname van Telenet af. Op 13 oktober 2023 werden de Telenet aandelen geschrapt van de handel op Euronext Brussels.
In december 2023 legde telecomtoezichthouder BIPT het bedrijf een boete op van 1 miljoen euro, wegens het systematisch negeren van de verplichte vereenvoudigde overstapregeling voor providers.

## Netwerk
Het HFC-breedbandkabelnetwerk dat Telenet gebruikt bestaat uit een glasvezelbackbone met aansluitnetverbindingen bestaande uit een coaxkabel met een minimumcapaciteit van 600 MHz. Dankzij het Partner Netwerk heeft Telenet toegang tot 40 MHz downstreamcapaciteit en 10 MHz upstreamactiviteit. Door het Telenet Netwerk of Partner Netwerk zijn de middelen via dewelke de diensten de klant bereiken dezelfde.
Het netwerkactiva bevat ongeveer 11.500 kilometer glasvezelbackbone, waarvan 6000 km in eigendom, 3500 km in erfpacht en 2000 km dankzij de overeenkomsten met de zuivere intercommunales. De glasvezelbackbone is aangesloten met ongeveer 67.000 km coaxaansluitnetten, waarvan 47.000 km in het Telenet Netwerk en de rest in het Partner Netwerk.
Naast het HFC-netwerk biedt Telenet, via Telenet Solutions, ICT-diensten aan professionele klanten dat heel België en delen van Luxemburg bestrijkt. Het netwerk omvat de elektronische uitrusting die vereist is om punt-tot-punt overdrachten te ontvangen en voort te brengen, alsook de glasvezel die de elektronische uitrusting verbindt. Er is ook de nodige uitrusting om spraak-, data- en internetdiensten te leveren via digital subscriber line (DSL). DSL gebruikt men om een professionele klant te bedienen via het Belgacom-telefonienetwerk.
In 2023 brachten Telenet en Fluvius hun HFC- en fiber-netwerken onder in een 50/50 joint-venture, genaamd bedrijf.

## Producten en diensten

### Bundels

#### Internet, mobiel & vaste telefonie
- ONE (optioneel TV iconic of flow)
- ONEup (optioneel TV iconic of flow)
- Easy Internet + Mobile 5 GB (optioneel TV iconic)
- Easy Internet + Mobile 13 GB (optioneel TV iconic)

#### Internet & tv
- Easy-Internet + TV iconic
- All-Internet + TV flow of TV flow
- Giga-Internet +  TV Iconic

### Internet
- Easy Internet
- All-Internet
- All-Internet Speedboost

### Mobiel
- Telenet Mobile 5 GB
- Telenet Mobile 13 GB
- Prijs volgens gebruik

### Tv
- TV Iconic
- TV flow

### Radiozenders
- NRJ België (via Play Media, in samenwerking met Mediahuis)
- Play Nostalgie (via Play Media, in samenwerking met Mediahuis)

### Televisiezenders

#### Play More
- Play More Cinema
- Play More Kicks
- Play More Black

#### Play Sports
- Play Sports Open
- Play Sports 1
- Play Sports 2
- Play Sports 3
- Play Sports 4
- Play Sports Premier League
- Play Sports Golf

#### Play Media
- Play4
- Play5
- Play6
- Play7
- Play247
- Play Crime

### Tv-apps

#### Telenet TV
In 2018 werd de Telenet TV-app geïntroduceerd voor klanten met een Telenet TV-box. De app kan ook gebruikt worden als afstandsbediening voor de Telenet TV-box. In 2023 werd de app ook beschikbaar voor alle andere klanten met een abonnement op digitale tv of TV flow.
Telenet TV is via een website en een app beschikbaar voor smartphones, tablets, Android TV & Apple TV. Tevens bieden de smartphone en tablet apps ondersteuning voor AirPlay en Chromecast.

##### Voormalige apps

###### Telenet TV yelo
Telenet TV yelo (voorheen 'Yelo TV' en 'Yelo Play') was een extra streamingdienst waarmee men via een internetverbinding tv kan kijken. Telenet TV yelo is via een website en een app beschikbaar voor smartphones, tablets en computers en telde eind 2017 ongeveer een half miljoen gebruikers. Tevens is er ondersteuning voor AirPlay en Chromecast. De dienst is enkel beschikbaar voor de klanten met digitale televisie van Telenet. Via Telenet TV yelo kan men live tv-programma's bekijken, maar ook extra inhoud uit de pakketten Streamz, Streamz+, Play More en Play Sports. Tot februari 2018 werkte Telenet TV yelo enkel via een internetverbinding van Telenet; Telenet TV yelo gebruiken op bijvoorbeeld een wifinetwerk van Proximus was niet mogelijk. In februari 2018 kwam daar verandering in en werd het ook mogelijk televisie te bekijken via Telenet TV yelo op netwerken van andere internetaanbieders en op mobiele netwerken. Vanaf 1 april 2018 zou televisiekijken via Telenet TV yelo tevens mogelijk worden in het buitenland (in de EU). Het bekijken van opnamen van een Digicorder bleef wel enkel mogelijk op netwerken van Telenet. Deze verandering kwam er naar aanleiding van een nieuwe Europese verordening die op 1 april 2018 van kracht zou worden en die geoblocking verbiedt. Geoblocking is het aanbod van bepaalde digitale diensten beperken tot een bepaald geografisch gebied. In oktober 2022 werd aangekondigd dat de app en website in 2023 stopgezet zouden worden en vervangen zou worden door de Telenet TV-app en -website gebruiken.

###### Telenet TV flow
Telenet TV flow werd geïntroduceerd in 2019 onder de naam YUGO. Het is een streaming platform met een beperkt aantal zenders, waarvoor geen decoder meer nodig is.
Telenet TV flow is via een website en een app beschikbaar voor smartphones, tablets, Android TV, Apple TV & Samsung Smart TV. Tevens bieden de smartphone en tablet apps ondersteuning voor AirPlay en Chromecast. In juni 2023 werd aangekondigd dat de app en website stopgezet zouden worden, klanten kunnen sindsdien de Telenet TV-app en -website gebruiken.

### Video on demand
- GoPlay (via Play Media)
- Streamz (joint-venture met DPG Media)
- Play More (bevat ook Streamz Premium+)
- Play Sports

## Organisatie

### Aandeelhoudersstructuur
De evolutie van de aandeelhoudersstructuur is als volgt:
| Aandeelhouders + percentage                           | 19/03/2007  | 26/03/2007  | 13/08/2007  | 26/09/2007  | 17/12/2007  | 31/08/2010  | 31/07/2015  | 28/09/2018  | 30/04/2020  | 06/05/2021  |
| ----------------------------------------------------- | ----------- | ----------- | ----------- | ----------- | ----------- | ----------- | ----------- | ----------- | ----------- | ----------- |
| Liberty Global Consortium                             | 21,50       | 32,05       | 48,18       | 52,24       | 52,06       | 50,33       | 56,54       | 56,36       | 58,28       | 58,28       |
| Gemengde (financierings-)intercommunales & Electrabel | 16,25       | 10,71       | 3,26        | 3,21        | 3,26        |             |             |             |             |             |
| Financieel consortium                                 | 9,69        | 7,90        | 4,71        | 4,64        | 3,95        |             |             |             |             |             |
| Interkabel Vlaanderen CVBA (zuivere intercommunales)  | 4,15        | 3,67        | 1,51        | 1,49        | 1,51        |             |             |             |             |             |
| GIMV                                                  | 4,00        | 4,78        | 1,48        | 1,46        | 1,48        |             |             |             |             |             |
| Fortis Investment Management NV                       |             | 3,13        | 3,24        | 3,20        | 3,24        |             |             |             |             |             |
| BNP Paribas Investment Partners SA                    |             |             |             |             |             | 5,07        | 3,27        |             |             |             |
| Centaurus Capital                                     |             | 3,10        | 3,21        | 3,16        | 2,65        |             |             |             |             |             |
| Norges Bank                                           |             |             |             |             |             |             | 4,51        |             |             |             |
| BlackRock, Inc                                        |             |             |             |             |             |             | 4,84        |             |             |             |
| Lucerne Capital Management                            |             |             |             |             |             |             |             | 3,01        | 3,11        | 3,11        |
| Personeel                                             |             | 1,92        | 0,27        | 1,76        | 0,27        | 0,03        | 0,57        | 0,64        |             |             |
| Eigen aandelen                                        |             |             |             |             |             |             | 0,62        | 3,97        | 4,21        | 3,94        |
| Publiek                                               | 43,18       | 27,58       | 28,79       | 28,69       | 31,57       | 44,58       | 34,48       | 31,18       | 34,40       | 34,67       |
| Cyrte Fund I                                          |             | 5,15        | 5,34        |             |             |             |             |             |             |             |
| Andere                                                | 0,59        |             |             |             |             |             |             |             |             |             |
| Totaal aantal aandelen                                | 100.204.853 | 113.309.366 | 109.313.539 | 110.965.795 | 111.480.246 | 112.079.774 | 117.337.163 | 117.716.323 | 113.841.819 | 113.841.819 |

## Trivia
- Telenet is de Vlaamse tegenhanger van het Waalse VOO.
- In Nederland is Telenet-eigenaar Liberty Global eigenaar van een vergelijkbare organisatie, VodafoneZiggo.
- Het bedrijf is sinds 2007 hoofdsponsor van voetbalclub KV Mechelen en sinds 2017 van basketbalclub Antwerp Giants.